# Adesmia erinacea
Adesmia erinacea är en ärtväxtart som beskrevs av Rodolfo Amando Philippi. Adesmia erinacea ingår i släktet Adesmia och familjen ärtväxter. Inga underarter finns listade i Catalogue of Life.